# Adélaïde de Toulouse
Adélaïde de Toulouse est née à Toulouse vers 1158 et morte en 1200.

## Origine
Adélaïde est une fille du comte Raymond V de Toulouse et de Constance de France. Son père est catholique et utilise les progrès du catharisme pour combattre son voisin et vassal de Carcassonne, presque aussi puissant que lui : Roger II Trencavel, vicomte d'Albi, Carcassonne, Béziers et Nîmes. L'alliance de circonstance entre le vicomte Trencavel et le comte de Barcelone et roi d'Aragon, Alphonse II inquiète le père d'Adélaïde. Il la propose en mariage à Roger II, espérant resserrer les liens des deux familles, d'autant qu'il est arrangé avec celui du futur Raymond VI et Béatrix Trencavel, sœur de Roger II. 

## Mariage

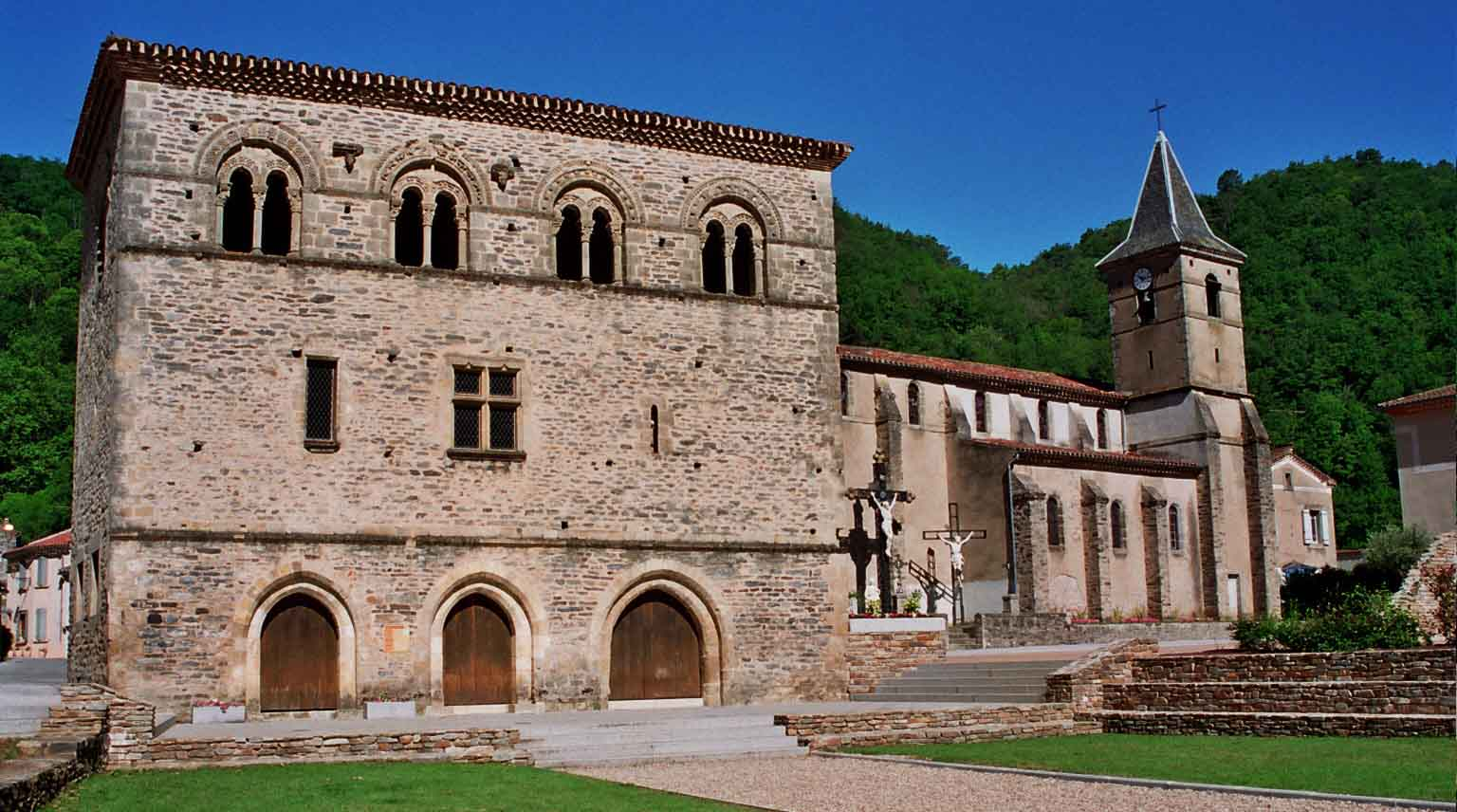
Pavillon Adélaïde de Burlats.

La jeune mariée est belle, aux dires des troubadours et son parti est particulièrement avantageux pour Roger II. Le mariage a lieu en 1171. Cependant, la jeune mariée, élevée dans la foi catholique, rejoint une maison tolérante à l'hérésie cathare. Malgré les souhaits de Raymond V, le vicomte Roger continue de fréquenter la cour d'Aragon et éloigne son épouse à Burlats, loin de son entourage. Elle va faire de cette forteresse une belle résidence d'agrément, entourée d'une troupe de troubadour qui chantent l'amour courtois. L'un d'eux, Arnaud de Mareuil, n'aurait chanté que pour une seule dame, signe de son attirance pour la chatelaine. Son lieu de villégiature est un des rares vestiges de l'architecture civile romane ; il est aujourd'hui connu sous le nom de « pavillon d'Adélaïde ».
La proximité de Roger II avec Alphonse d'Aragon permet la rencontre d'Adélaïde et du roi. Selon plusieurs troubadours, dont Guilhem de Berguedà, le roi aurait été sensible aux charmes de la jeune toulousaine et une relation physique est même supposée.
Le comte de Toulouse n'ayant pas obtenu de rapprochement avec Carcassonne alerte la Papauté sur la progression du catharisme sur les domaines de son vassal. Roger II donne ses terres au roi d'Aragon qui les lui rend en fief. Lors de  cette opération a lieu la rupture entre Alphonse et Adélaïde. Elle retrouve son mari et en 1185, naît Raimond-Roger. Les ragots de cour colportés par les troubadours ont évoqué un enfant adultérin, fils d'Alphonse.

## Mère du vicomte
Roger meurt en 1194, confiant à son bras droit, Bertrand de Saissac, cathare notoire, le soin de la régence. Ce dernier éloigne le jeune vicomte de sa mère, trop catholique et éduque l'enfant dans la foi cathare. Raymond-Roger reste au château de Saissac jusqu'à sa majorité à 14 ans. Sa mère le rejoint alors à Carcassonne et participe à son gouvernement jusqu'à sa mort en 1200.

## Sources